# 金海市庁駅
金海市庁駅（キメシチョンえき）は、大韓民国慶尚南道金海市にある釜山-金海軽電鉄の駅である。駅番号は14。

## 歴史
- 2011年9月9日 - 開業。

## 駅構造
相対式ホーム2面2線を有する高架駅で、フルスクリーンタイプのホームドアが設置されている。

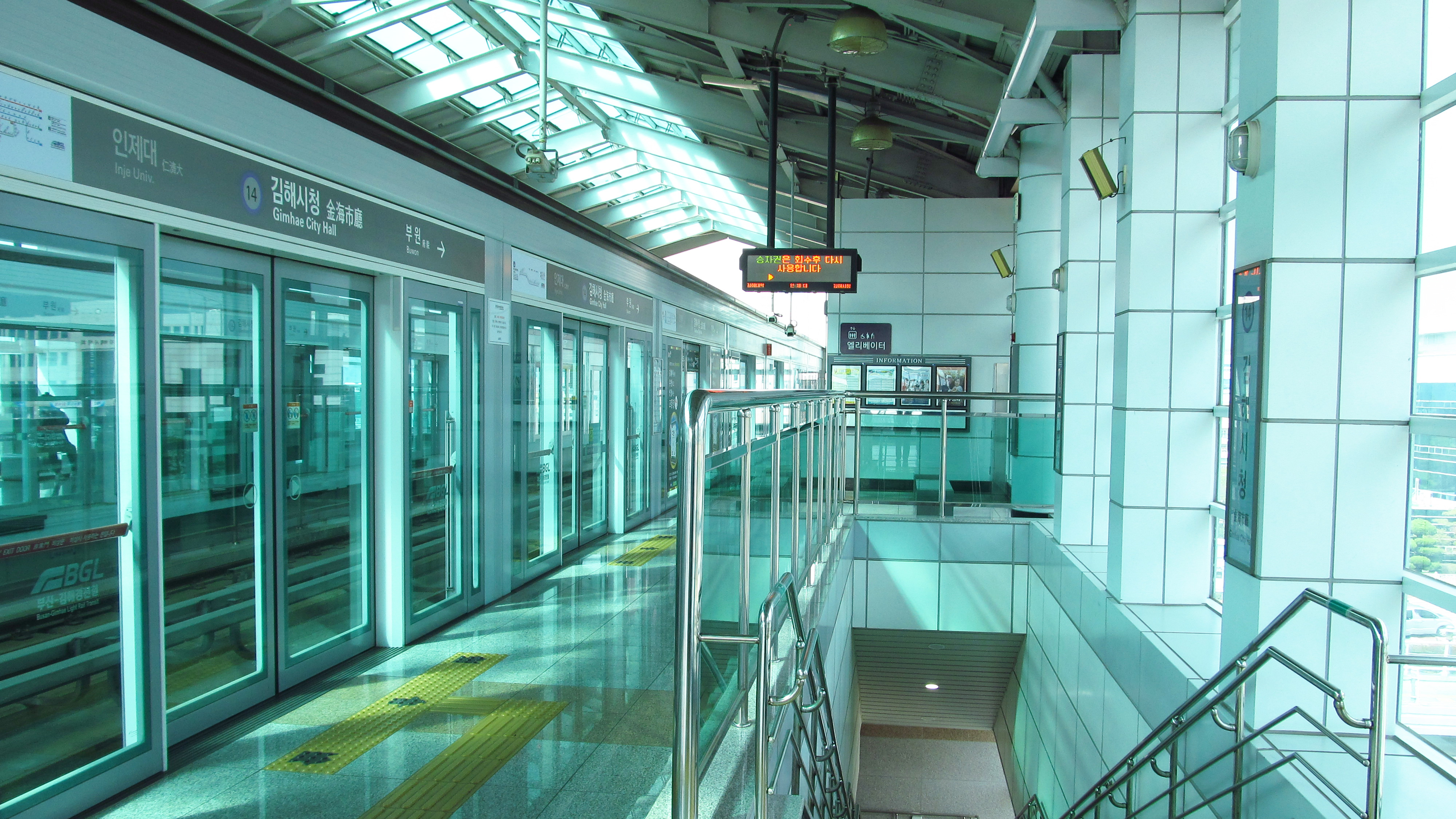
下りホーム（2018年4月）
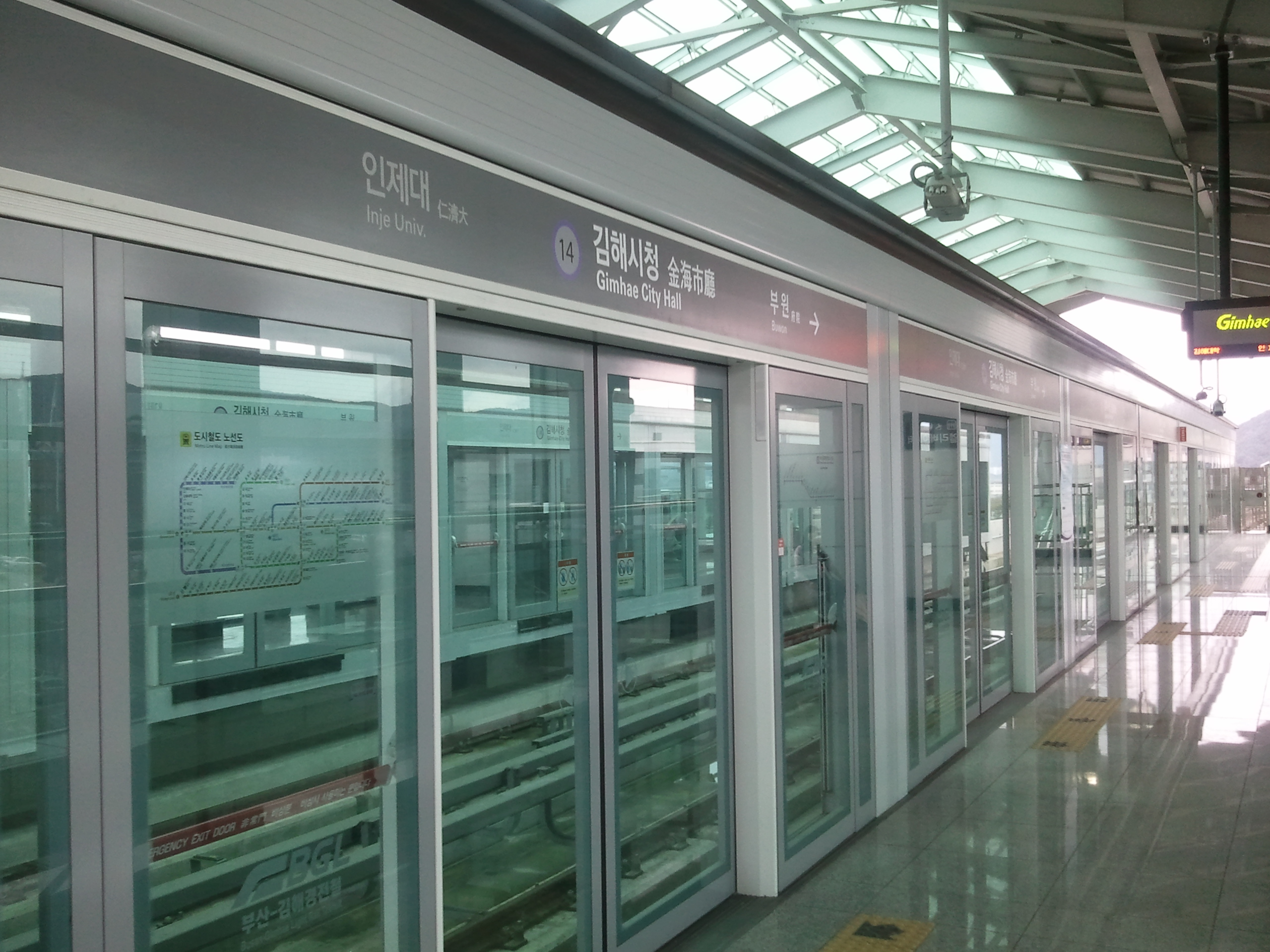
ホームドア

### のりば
| 上り | ●釜山-金海軽電鉄 | 沙上方面   |
| 下り | ●釜山-金海軽電鉄 | 加耶大方面 |

## 駅周辺
- 金海市庁
- 金海市車両登録事業所
- 韓国電力公社金海支店
- 韓国放送公社釜山放送総局金海送信所
- 韓国電力公社金海変電所
- 慶南銀行

## 隣の駅
釜山-金海軽電鉄
●釜山-金海軽電鉄
仁済大駅（13） - 金海市庁駅（14） - 府院駅（15）